# Marcofilia

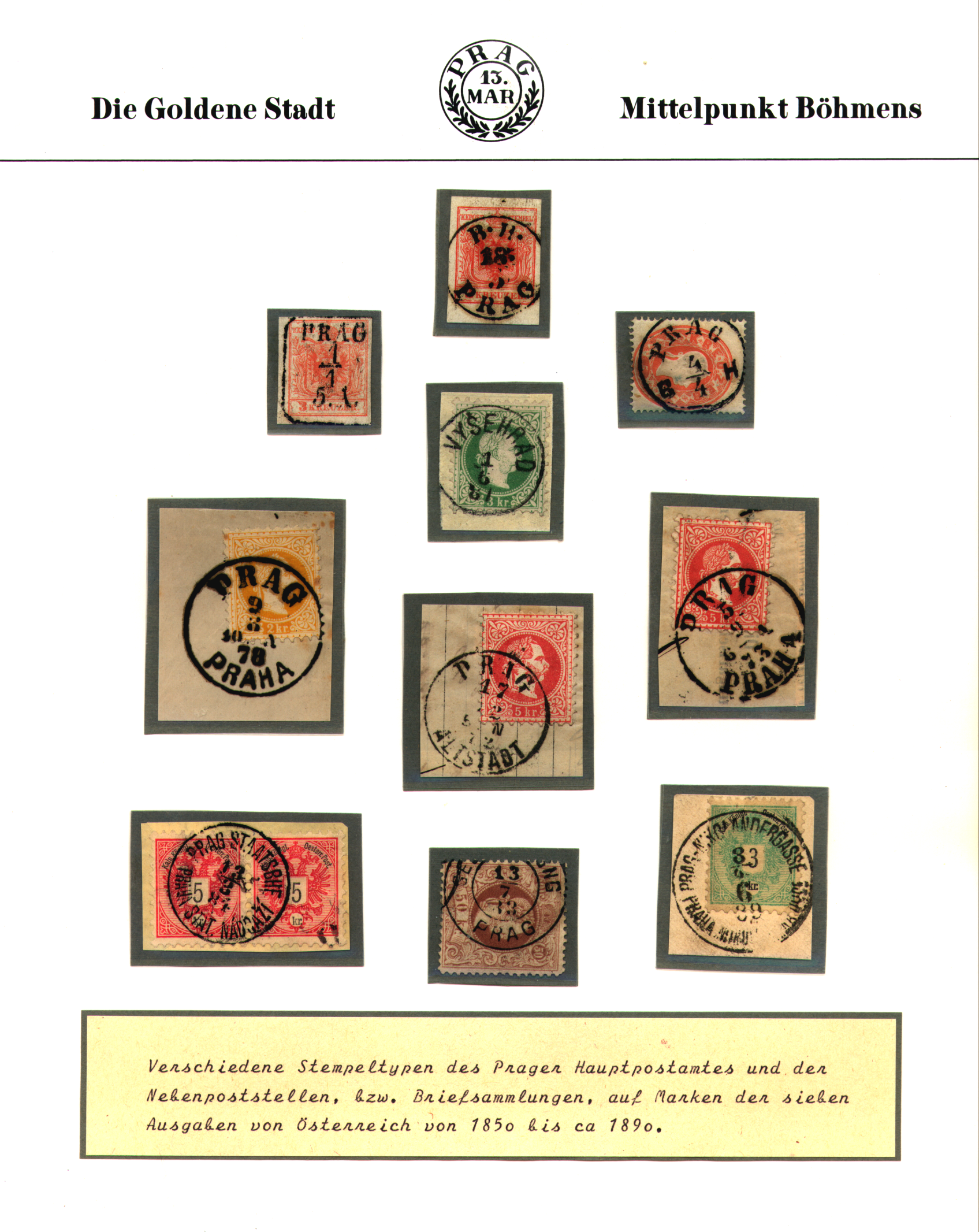
Uno studio degli annulli di Praga dal 1850 al 1888

La marcofilia è il collezionismo, lo studio e la catalogazione degli annulli e dei timbri postali. Questo settore della filatelia talvolta prosegue di pari passo con la storia postale o con l'aerofilia avendo come interesse comune a questi rami del collezionismo i bolli apposti sulla corrispondenza. La funzione dell'annullo consiste nell'apporre una traccia indelebile sui francobolli per impedirne l'eventuale riuso mentre il timbro contiene le informazioni fondamentali relative alla spedizione di un oggetto tramite posta. La traccia lasciata durante l'operazione di annullamento e timbratura viene eseguita normalmente con appositi inchiostri indelebili e penetranti in modo da impedire eventuali contraffazioni.
La vastità del materiale che si offre al collezionista appassionato di marcofilia fa sì che questa possa essere raggruppata secondo gli stessi metodi della filatelia classica e della filatelia tematica ovvero seguendo un ordine cronologico, per nazione e per tema. I metodi di conservazione usati sono del tutto simili a quelli della filatelia.